# 마산로 (김천시)
마산로(Masan-ro)는 충청북도 영동군 상촌면 우두령에서 경상북도 김천시 구성면를 잇는 도로이다.

## 주요 경유지
충청북도
- 영동군 (상촌면)

경상북도
- 김천시 (구성면)

## 노선 경로
| 이름          | 접속 노선     | 경유지        | 경유지        | 비고          |
| 상촌로와 직결 | 상촌로와 직결 | 상촌로와 직결 | 상촌로와 직결 | 상촌로와 직결 |
| ------------- | ------------- | ------------- | ------------- | ------------- |
| 우두령        |               | 영동군        | 상촌면        |               |
| 우두령        | 김천시        | 구성면        |               |               |
| 우두령        | 김천시        | 구성면        |               |               |
| (이름없음)    | 김천시        | 구성면        | 부항로        |               |
| (이름없음)    | 김천시        | 구성면        | 남김천대로    |               |

## 주요 시설및 건물
- 임천보건진료소 (마산로 512/임천리 364-4)